# 제58회 미국 감독 조합상
제58회 미국 감독 조합상은 2005년 뛰어난 활동을 보인 영화 감독을 기리기 위해 2006년 1월에 열린 시상식이다. LA, 하야트 리젠시 플라자호텔에서 개최되었으며 사회자는 칼 라이너이다.

## 수상 및 후보

### 감독상(영화부문)
- 브로크백 마운틴 - 이안 수상

### 감독상(TV영화부문)
- 웜 스프링스 - 조세프 서전트 수상
- 래커워너 블루스 - 조지 C. 울프 수상

### 감독상(심야드라마시리즈)
- 로마 - 마이클 앱티드 수상

### 감독상(주간드라마시리즈)
- 제너럴 호스피털 - OWEN RENFROE 수상

### 감독상(코미디시리즈)
- 내 이름은 얼 - 마크 벅클랜드 수상

### 감독상(다큐멘터리부문)
- 그리즐리 맨 - 베르너 헤어조크 수상

### 감독상(광고부문)
- CRAIG GILLESPIE 수상

### 공로상
- 클린트 이스트우드 수상

### 프랑크 카프라 상
- JERRY H. ZIESMER 수상

### 프랭크린 J. 샤프너 상
- DONALD E. JACOB 수상

### 스포츠 감독상
- JOSEPH R. ACETI 수상